# Huawei P40
Das Huawei P40 und seine Derivate Huawei P40 Lite, Huawei P40 Pro und Huawei P40 Pro+ sind High-End-Android-Smartphones von Huawei. Die Vorstellung erfolgte am 26. März 2020, als Nachfolge auf die Gruppe des Huawei P30 aus der Unternehmensserie P.

## Technische Daten

### Design
Die P40-Serie ist mit eloxiertem Aluminium für den Rahmen konstruiert, während die Rückseite Gorilla-Glas beim P40 und P40 Pro oder Keramik beim P40 Pro+ verwendet. Das Display ist beim P40 flach oder beim P40 Pro und P40 Pro+ allseitig gewölbt; Huawei nennt dies ein Quad-Curve Overflow Display. In der linken oberen Ecke der Anzeige befindet sich ein pillenförmiger Ausschnitt für die nach vorn gerichtete Kamera und die Umgebungs-/Näherungssensoren; er beherbergt auch das Infrarot-Gesichtserkennungssystem beim P40 Pro und P40 Pro+. Wie beim P30 Pro ersetzen die P40 Pro und P40 Pro+ den traditionellen Ohrhörer-Lautsprecher durch einen Lautsprecher mit „elektromagnetischer Levitation“, der die Oberseite des Telefonbildschirms vibrieren lässt, und verfügen über einen IR-Blaster an der Oberkante. Die 3,5-mm-Audiobuchse wurde ebenfalls bei allen Modellen weggelassen. Ein rechteckiges Modul beherbergt die hinteren Kameras, das leicht aus der Rückwand herausragt. Die P40 und P40 Pro werden in den Farben Silver Frost, Blush Gold, Deep Sea Blue, Ice White und Schwarz erhältlich sein, während die P40 Pro+ in Ceramic White oder Ceramic Black erhältlich sein wird.

### Software
Die P40-Serie wird mit EMUI 10.1 ausgeliefert, das von Huawei Mobile Services (HMS) betrieben wird und auf dem Android-10-Quellcode basiert. Aufgrund der andauernden Sanktionen der Vereinigten Staaten gegen Huawei werden internationale Modelle der P40-Serie nicht mit Google Mobile Services ausgeliefert oder unterstützen Google Mobile Services – die proprietäre Software-Suite (einschließlich Software der Marke Google Play), die auf zertifizierten Android-Geräten ausgeliefert wird. Da die P40-Serie die ersten Huawei-Geräte sind, auf denen EMUI 10.1 ausgeführt wird, markieren sie auch die Einführung von Huaweis eigener Sprachassistentin Celia aufgrund des Fehlens von Google Assistant. Celia enthält eine „Hey Celia“-Funktion, die eine Audio-Suche auslöst.
Huawei fördert die Nutzung seiner eigenen internen Plattformen als Ersatz, darunter den Huawei AppGallery Store (der bereits auf chinesischen Modellen von Huawei-Geräten genutzt wird, da Google dort keine Geschäfte macht). Huawei erklärte, dass es eine Investition von 1 Milliarde US-Dollar zur Förderung der Software-Entwicklung und des Wachstums der AppGallery tätigen werde. Wie bei anderen Android-Geräten können Apps von Drittanbietern immer noch als APK-Dateien heruntergeladen und installiert werden, obwohl die vollständige Kompatibilität nicht garantiert ist, wenn die App von Google-Diensten abhängt.
Derivate:
- P40 lite[4]
- P40[5]
- P40 Pro[6]
- P40 Pro+